# Farrer Park United
Le Farrer Park United Football Club (en chinois : 花拉公园联足球俱乐部, et en tamoul : ஃபாரர் பார்க் யுனைடெட் கால்பந்து கிளப்), plus couramment abrégé en Farrer Park United, est un ancien club singapourien de football basé à Singapour. 
Il a remporté la totalité de ses titres entre 1981 et 1983, à savoir un championnat en 1982 et deux Coupes en 1981 et 1983.

## Palmarès
- Championnat de Singapour (1) :
  - Champion : 1982.
  - Vice-champion : 1984 et 1985.

- Coupe de Singapour (2) :
  - Vainqueur : 1981 et 1983.